# Chūō, Yamanashi
Chūō (japanska: 中央市?, Chūō-shi) är en stad i Yamanashi prefektur i Japan. Staden bildades 2006 genom en sammanslagning av kommunerna Tamaho, Tatomi och Toyotomi. Chūō är belägen strax söder om prefekturens administrativa huvudort, Kōfu, någon mil nordväst om berget Fuji. 